# 朝鲜半岛婚姻
朝鲜半岛婚姻反映了其他社会的许多婚姻习俗和期望。现代实践是千年传统和全球影响的结合。

## 前现代韩国的婚姻

### 高丽时期的婚姻（918-1392）
高丽时期的婚姻主要是基于政治和经济的考虑，至少在贵族中是如此。
高丽王朝的建立者太祖皇帝有29位王后，他与其他贵族家庭建立了联盟。然而，他把除了两个女儿之外的所有女儿都嫁给了他们同父异母的兄弟，而不是利用他们来进一步建立和巩固联盟。他的继任者延续了这一策略。将皇室女儿嫁给同父异母兄弟的做法在蒙古帝国的坚持下结束，蒙古和朝鲜皇室交换了公主。高丽的国王们娶了元朝(蒙古帝国)的公主为妻，最开始是忠仁王娶了忽必烈的女儿。表兄妹结婚在早期高丽时期很普遍，非皇室贵族也将女儿嫁给异母异父的兄弟。然而，这种婚姻逐渐被禁止，禁止这种人的子女在国家官僚机构中获得职位，后来被贴上通奸的标签，但尽管有这些制裁，这种婚姻仍经常存在。
与朝鲜时期和现代盛行的已婚夫妇父系居住地居住地的习俗相反，高丽时期的朝鲜人在婚后与妻子及其父母母系居住地居住在一起并不罕见。婚礼在新娘家举行，与贵族结婚的平均年龄是十八九岁。
与朝鲜时期和现代盛行的已婚夫妇父系居住地居住地的习俗相反，高丽时期的朝鲜人在婚后与妻子及其父母母系居住地居住在一起并不罕见。婚礼在新娘家举行，平均结婚年龄为十八九岁，贵族比平民早结婚。婚礼包括交换礼物和宴会，旨在显示新娘家的财富。没有交换彩礼或嫁妆。婚姻往往是由媒人安排的。高丽社会等级森严，亲属关系和地位由双方决定，包括母亲和父亲的地位和亲属。因此，与朝鲜时期不同的是，新娘和丈夫在结婚后仍然是其出生的亲属集团和姻亲家庭的成员。理想情况下，婚姻不会导致家庭分成更小的单元，家庭更愿意在婚后保留女儿，不管有没有丈夫。从姻亲那里继承遗产的前景可能是丈夫与妻子的亲属住在一起的一个重要动机。继承权不是由长子继承权决定的，儿子和女儿从父母那里获得同等份额的遗产。
尽管实行的是一夫多妻制，但妻子和她们的子女没有等级之分，作为继承人，他们都有平等的权利。婚姻很容易被丈夫或妻子破坏。频繁再婚的女性可能会被视为滥交，但高丽王朝的朝鲜人并不被视为拘谨，至少按照当时的中国标准来看是这样。除了必须守丧之外，没有禁止寡妇再婚的规定。鳏夫的后代由他们的母亲和她的家庭保留。

### 朝鲜时期（1392-1910）的婚姻
在朝鲜王朝开始时，模仿封建帝国中国，引入了区分，区分主要和次要妻子，从而明确了继承线。初婚妻子的基本标准是，她作为处女进入丈夫的家庭，并且在与贵族结婚的情况下，她不能是下层阶级的后裔，在引入这一规则时，贵族被迫从他们已经有多个妻子的妻子中选择一个指定为初婚妻子。在模仿明刑法典，初级妻子不能离婚另一个，妻子的排名不能重新排序。改革妻子等级的目的是增加整个社会社会地位的区别的清晰度。从那时起，精英们通常从其他家族中选择他们的第一任妻子，而从下层阶级中选择第二任妻子，这增加了“杨班”贵族和平民之间的区别。
在此期间，通过王室规定的关于哀悼义务和继承权的法律修改，婚后归父居住成为规范。这种转变在一定程度上是通过对血缘婚姻的日益严格的限制实现的，首先是禁止与母系第一代表亲结婚，然后扩展到第二代表亲，最终在1669年扩大到禁止同一姓氏的个人之间的婚姻。1427年，中国通过了另一项法律，规定男性的初婚年龄为15岁，女性为14岁，但如果父母一方患有慢性病或年龄较大(超过50岁)，结婚年龄限制可以降低到12岁。防止早婚的理由是，人们认为过早结婚的孩子无法充分社会化理解配偶的责任，因此也无法使自己的孩子适当地社会化。然而，这条法律经常被违反。贵族的"杨坂"男人往往比平民结婚更早。立法者对明显缺乏适婚女性的担忧导致了法律的通过，法律规定未能在适当时间将女性嫁出去的家庭将受到惩罚。

## 朝鲜的婚姻
随着20世纪40年代末朝鲜共产党政权的建立，南北双方关于家庭事务的法规开始出现分歧，因为朝鲜政府很快出台了一套影响家庭法的新法律法规。新法律的推动力之一是支持性别平等
（然而，朝鲜的性别平等仍然是一个主要问题，大多数独立观察人士认为朝鲜距离实现性别平等还很遥远）。
订婚在法律上不被承认。18岁(男孩)和17岁(女孩)允许结婚。与韩国不同，在血缘或其他类型的家庭关系的情况下，没有法律规定规范或禁止人与人之间的婚姻。离婚是允许的，要经过行政审批。
据报道，截至2010年代末，朝鲜的结婚率非常高(超过96%的30岁以上成年人已婚)，离婚率非常低(根据官方数据，不到1%的朝鲜人口被归类为分居或离婚)。
包办婚姻在朝鲜还是很流行的。

## 韩国的婚姻

### 资格和禁令
韩国的婚姻目前仅限于异性之间的结合，因为同性婚姻仍未得到承认。这些年龄限制指的是一个人的农历年龄，往往比一个人的太阳年龄大一两年。韩国也承认所谓的“事实婚姻”，相当于“习惯法婚姻”，即没有合法登记结婚，但有以下两种情况之一的夫妻：1. 公开表示他们的关系类似于婚姻，2. 举行了公开的婚礼，或3. 已同居，如同已婚一样。

### 同宗通婚
{ {韩国民法典第809条}}
2005年以前，同一宗族的两个人之间的婚姻违反了韩国的乱伦禁忌，是非法的，而同一姓氏的个人之间的婚姻是社会所禁止的。截至 1990 年代中期，韩国 55% 的人口拥有以下五个姓氏之一：金、朴、李、崔和郑；40% 的韩国人声称是三个主要氏族之一的成员：金海金氏、全州李氏和密阳朴氏。这一成文禁令的灵感来自中国唐代的类似禁忌朝鲜后期，努力实现儒家治理和社会秩序的理想。

### 传统婚礼仪式
的牛津学院档案
仪式前

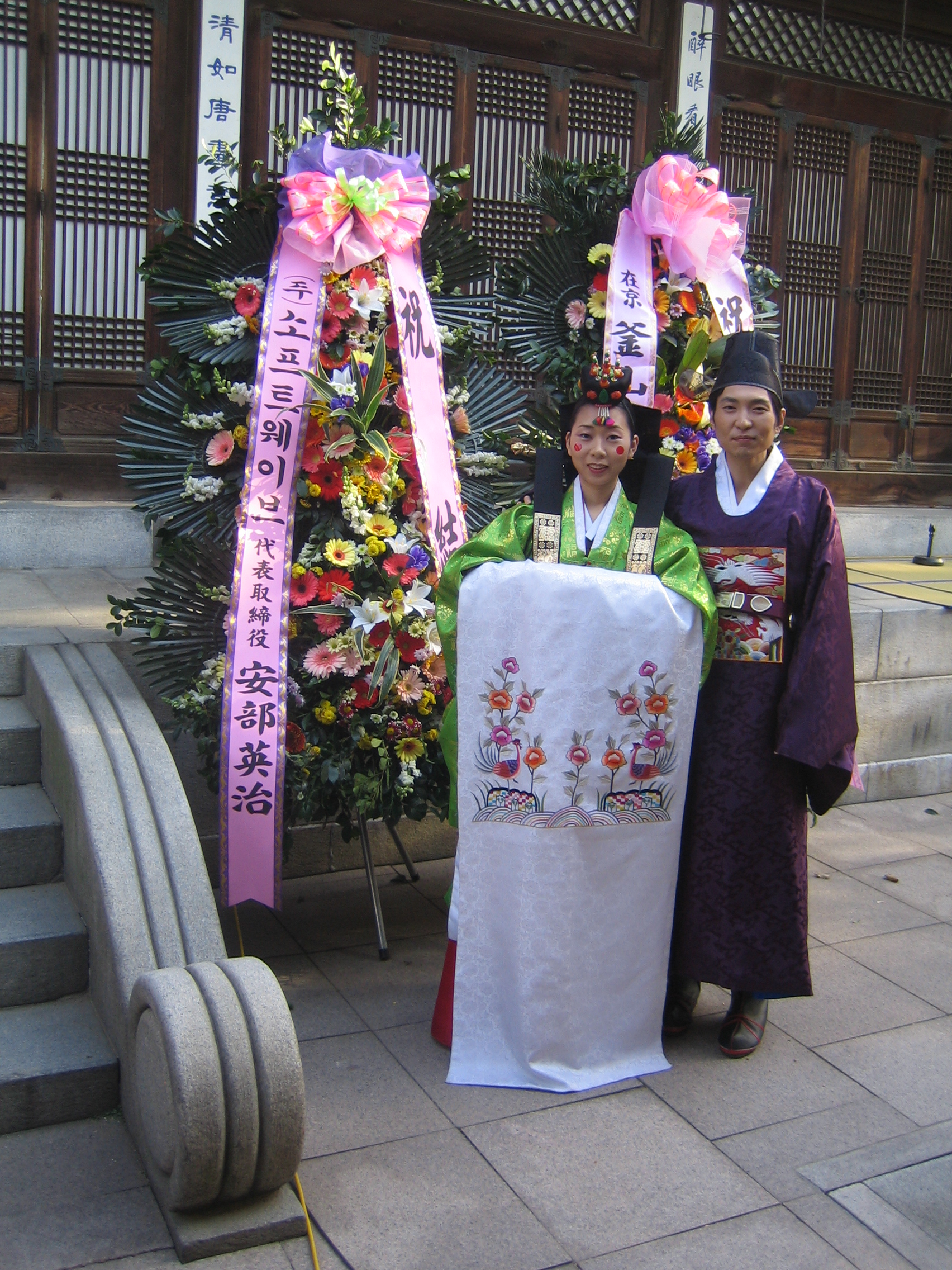
韩国婚礼-好利来.

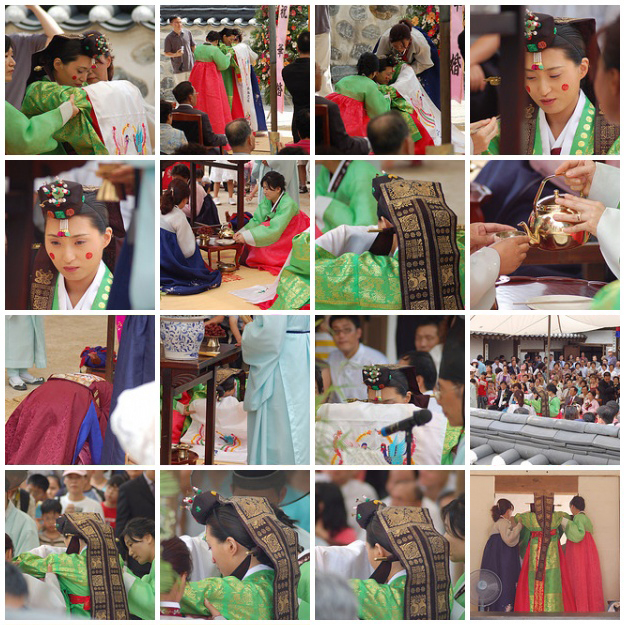
韩国传统婚礼.

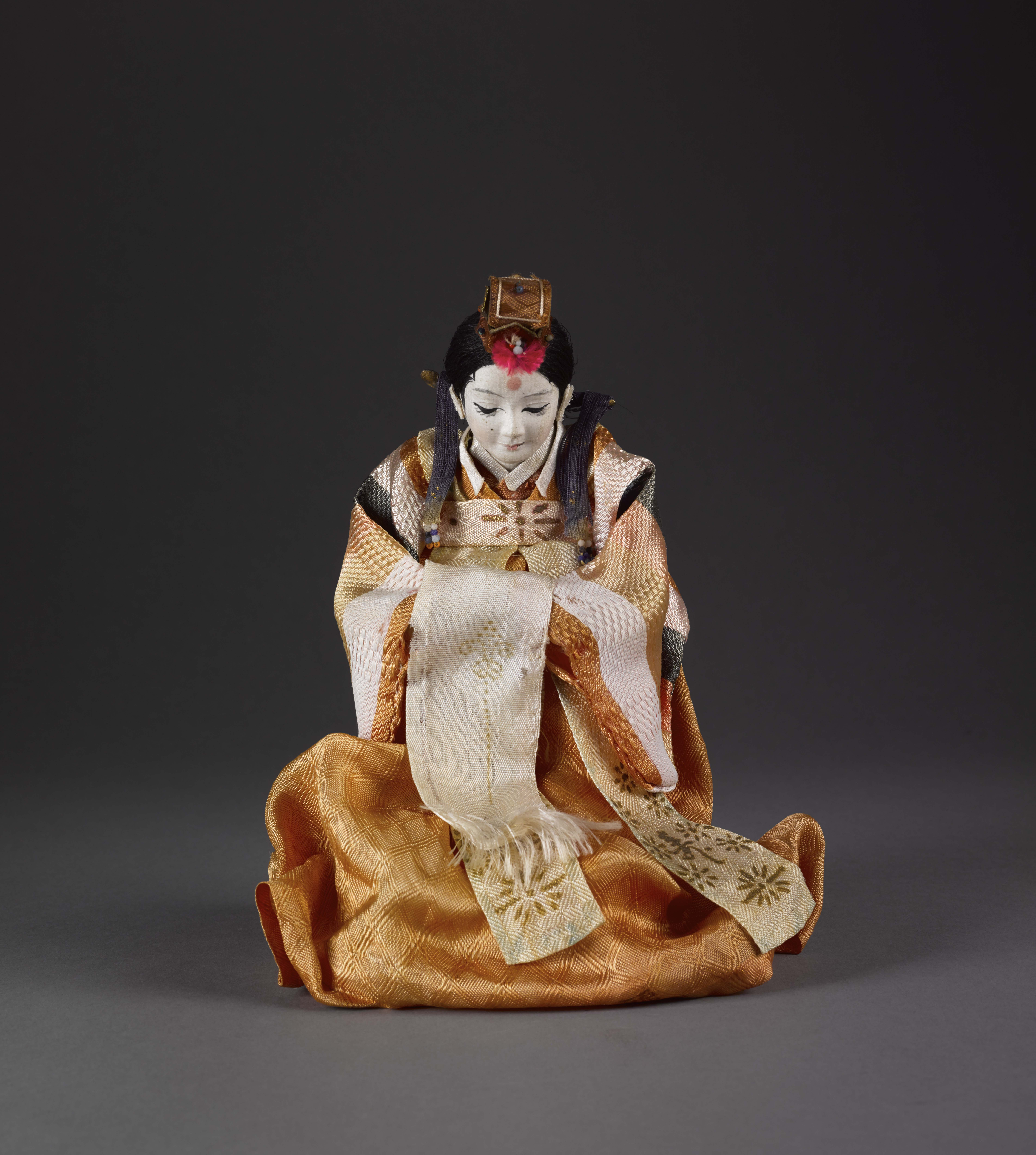
韩国新娘娃娃, c. 1800-1894, 来自埃默里大学

传统的韩国婚礼以传统的儒家价值观为基础和核心。婚礼的每一个方面，从婚礼的安排到仪式和后期庆祝，都有重要而复杂的步骤。在传统的韩国文化中，像许多传统文化一样，男女之间的婚姻是由新娘和新郎的长辈决定的。在儒家的价值观中，家庭和家庭的习俗是高于一切的。婚姻被认为是人生中最重要的一段时期。这不仅是两个人的结合，也是两个家庭的结合。此外，婚姻是发展和/或保持社会地位的一种方式，尤其是在精英家庭中。由于这些原因，在最终举行真正的婚礼仪式之前，要花大量的时间来准备。
第一步被称为euihon(韩文:의혼；朝鲜文汉字:議婚)，或者叫‘做媒’，这是新郎新娘双方家庭讨论结婚可能性的时候。各种因素都被考虑在内，如:社会地位、个性、外貌、学术和/或农业(工业)成就，以及算命师预测的物质和谐。"一般来说，当新郎一方发出一封求婚信，新娘一方发出一封同意这门婚事的回函时，婚期就确定了。
在古代，婚礼(韩文:honrye朝鲜文汉字:婚禮)是在新娘的院子或房子里举行的。新郎骑马去新娘家，婚礼结束后，他带着妻子坐在轿子里去他父母家住。新娘和新郎穿着正式的宫廷服装参加婚礼。普通人只被允许在结婚当天穿上奢华的衣服。在婚礼的前一天晚上，手提灯笼被用来照亮从新郎家到新娘家的路。传统上，新郎家会为新娘家准备一个装满礼物的婚礼箱。婚礼鹅是长久幸福婚姻的象征。鹤是长寿的象征，可能会出现在女人的腰带上。成对的木制鸳鸯雕刻被称为婚礼鸭子，通常用于传统的婚礼仪式，因为它们代表和平、忠诚和丰富的后代。
新郎新娘服装
妇女的服装包括“jeo Gori”(저고리；长袖短上衣)有两条长丝带系在一起形成“otgoreum”(옷고름).一条“马驰”(치마)，穿的是一条全长的高腰裹身裙。丝绸制成的船形鞋，搭配白色棉袜穿着。新娘的服装可能包括一条带有重要符号或花朵的白色腰带。也可以戴头盔或王冠。norigae (노리개)是一种“韩服”(한복)装饰，几个世纪以来，朝鲜各阶层的妇女都穿着。它系在裙子上或夹克上的缎带上。顶部的结被称为“maedeup”(매듭).穿着夹克(“jeogori”，저고리)、裤子和大衣。夹克有宽松的袖子，裤子很宽松，脚踝处有带子。背心可以穿在衬衫外面。可以戴一顶黑色的帽子。男人的婚礼服装也被称为新郎的“gwanbok”。

### 现代风格的婚礼仪式
在大城市，豪华酒店将有专门用于婚礼的“婚礼大厅”或 舞厅。 这些房间以婚礼主题装饰，出租给情侣。 其他婚礼大厅是独立的设施，可以同时容纳几场不同的婚礼。 今天，许多新人最初会举行更“西化”的仪式，穿着燕尾服和白色的婚纱，然后在主要仪式之后举行规模较小的传统韩国婚礼。

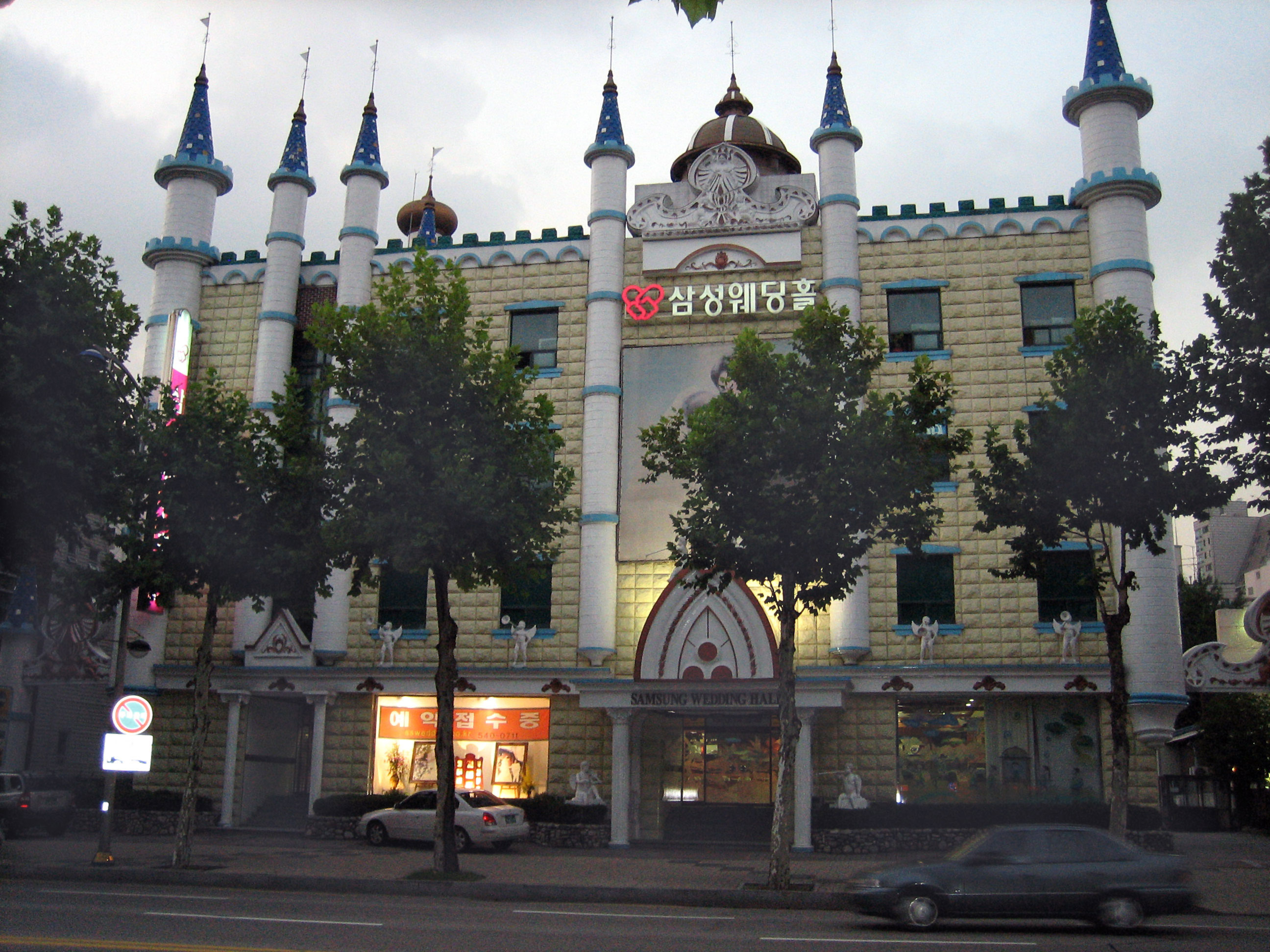
Samsung Wedding Hall in Seoul.

#### 婚礼大厅
虽然酒店宴会厅或教堂必须保留其他功能所需的灵活性，但独立的婚礼大厅能够严格专注于婚礼，甚至迎合特定主题。 1980 年政府禁止在豪华酒店举行婚礼，1994 年部分允许，1999 年完全允许。
在繁忙的婚礼大厅中，与西方标准相比，形式（除了新人及其家人）通常是宽松的。一层可能有一个自助餐厅，来自所有不同婚礼的客人可以在仪式之前或之后来用餐，这可能需要不超过 20 分钟。新人最常见的礼物是现金，在婚礼沙龙外的大厅里，新人家属的代表将收集并记录捐款。
在客人面前的正式仪式之后是“Pyebaek” ，这是家庭成员之间的仪式。婚礼结束后，新娘正式迎接她的新公婆。此外，新郎经常背着他的母亲，然后是他的新娘，象征着他接受了他对母亲和妻子的义务。

#### 婚宴和招待会
现代韩国婚礼盛宴或招待会，(kyeolhon piroyeon, 결혼피로연, 結婚披露宴)可以是传统和西方文化的混合。
在传统的婚宴上，客人会期望找到韩国烤肉 （불고기，腌制烧烤牛肉条），排骨（갈비，腌制排骨），各种韩国泡菜 （酸菜配各种香料，配萝卜、海鲜等其他配料）。 将有许多随附的蘸酱碗。
这顿饭总是伴随着大量的白糯米（밥）以及“紫菜包饭”（김밥），即米饭、鸡蛋、菠菜、蟹肉、腌萝卜和其他配料 卷入海藻并切成1英寸的圆形。 饺子 (만두)，饺子里面有卷心菜、胡萝卜、肉、菠菜、大蒜、洋葱、韭菜和清面条。 这些饺子可以油炸或蒸熟。 将提供汤，通常是“泡菜”类型，或年糕汤（鸡汤汤圆），或“豆酱汤”，一种发酵豆酱汤。
用干凤尾鱼煮的清淡汤和用干菠菜、萝卜片或干海藻制成的蔬菜汤也很受欢迎。 蒸年糕（糍粑）有时点缀着芳香的 艾蒿 叶子或撒上烤大豆、大麦或小米粉，作为美味的仪式食品。 甜点将提供多种水果，例如韩国梨和糕点。 用勺子和筷子吃饭。

### 目前的做法
根据韩国统计，截至 2020 年，男性的平均初婚年龄为 33.2 岁，女性为 30.8 岁。在许多婚姻中，男性比女性年长。 这种年龄差异通常是故意的。 2013年，人均婚礼费用超过5000万韩元。

#### 韩国人和非韩国人的婚姻
| 韩国女性 + 外国丈夫 | 韩国女性 + 外国丈夫 | 韩国女性 + 外国丈夫 | 韩国男人 + 外国妻子  | 韩国男人 + 外国妻子 | 韩国男人 + 外国妻子 |
| 国家                | 案例                | %                   | 国家                 | 案例                | %                   |
| ------------------- | ------------------- | ------------------- | -------------------- | ------------------- | ------------------- |
| 美国                | 1,101               | 25.9                | 越南                 | 3,136               | 28.2                |
| 中國 （漢族）       | 942                 | 22.2                | 中國 (主要是 朝鮮族) | 2,524               | 22.7                |
| 加拿大              | 257                 | 6                   | 泰國                 | 1,735               | 15.6                |
| 日本                | 135                 | 3.1                 | 日本                 | 758                 | 6.8                 |
|                     |                     |                     | 美国                 | 432                 | 3.8                 |
|                     |                     |                     | 菲律賓               | 367                 | 3.3                 |
|                     |                     |                     | 俄羅斯               | 275                 | 2.4                 |
| 其他                | 1,806               | 42.5                | 其他                 | 1,873               | 16.8                |
| 全部的              | 4,241               | 100                 | 全部的               | 11,100              | 100                 |

由于许多因素，韩国的异族通婚数量有所增加，其中包括大量韩国人出国留学或旅行，以及居住在农村地区的男性比例显着高于女性。 随着互联网的发展，世界变得更加相互联系，约会网站或 社交网络 网站为夫妻互动提供了一种媒介。 大部分“混合”婚姻发生在韩国人之间 男人和外国女人。 自2005年以来，韩国的国际婚姻数量一直在下降。 2020 年结婚的夫妇中约有 7% 是国际夫妇。
由于韩国农村地区女性人口稀少，一些男性依靠婚姻经纪人和中介与 邮购新娘 建立婚姻，主要来自 东南亚n 个国家，例如越南 和 泰国，以及 乌兹别克斯坦 和 尼泊尔。 韩国男性和外国女性之间的婚姻通常由 媒人 或国际宗教团体。男人在抵达韩国的那一刻付钱配对并与他们的配偶见面。越来越多的证据表明，与外国女性结婚的韩国男性的贫困和离婚率在统计上更高。
目前，韩国人与外国配偶之间的离婚占韩国总离婚率的 10%。虽然这些婚姻可以成功，但在某些情况下，移民妻子会被误解并与韩国丈夫隔离。
大多数嫁给韩国男人的中国女人是朝鲜族，大多数與韩国女人結婚的中国男人是汉族。 大多数與韩国女人結婚的美国男人都是欧洲裔美国人。
随着语言和文化差异成为一个问题，许多外国新娘确实受到文化差异的影响，这也影响了他们孩子的社会融合。 跨种族婚姻家庭的孩子被称为“Damunhwa”，意思是多元文化家庭，在试图融入韩国社会时面临身份危机和种族虐待。
由于这些中介对外国婚介和新娘的负面社会认知存在，以及民族主义的极端顺从，这些孩子缺乏归属感，感到被孤立而受到虐待。
作为减少未来问题的一种手段，政府正在通过两性平等部和司法部的合作，为正在考虑与外国女性结婚的男性制定计划。 另外，厚生劳动省通过全国的健康家庭支援中心提供帮助外国妻子适应韩国社会的项目。
“多元文化家庭支持中心”在韩国由性别平等和家庭部运营和资助。 这些中心的宗旨和目的是为多文化家庭提供家庭教育、咨询和文化服务，支持移民妇女在韩国社会的早期定居，并帮助多文化家庭享受稳定的家庭生活。支援中心通过与地方市和省的合作，为当地妇女提供基本但必要的服务，如韩国语言和文化教育服务、翻译和口译服务、育儿支持服务、儿童教育支持服务、就业和创业支持 服务。

#### 同性婚姻
同性婚姻在韩国不被法律承认。 同性恋在韩国主流社会受到强烈批评，许多韩国人认为同性恋是西方现象。尽管在韩国同性婚姻是非法的，但一些同性恋夫妇正在举行非法的私人仪式。电影导演兼制片人“Kim-Jho Gwang-soo”  于 2013 年 9 月与同性恋电影发行商 Rainbow Factory 的负责人 Kim Seung-hwan 举行了一场私人非法律仪式。 Kim Jho 与电影发行人 David Kim Seung-hwan（他的同性伴侣自2004)，2013 年 9 月 7 日在首尔，韩国是首个不承认同性婚姻的国家。金趙光秀2019 年 11 月 10 日在首尔，公开的女同性恋者金奎镇公开与她的伴侣结婚。 她写了一本关于她在韩国的女同性恋婚姻经历的书，名为''Unni，你愿意嫁给我吗？”（韩语: 언니, 나랑 결혼할래요?） 2020 年 5 月 7 日，她和她的伴侣向 钟路区 办公室提交了结婚登记，但他们收到了不修复的通知。

### 婚姻和求爱的类型

#### 爱情婚姻
在韩国常被称为“爱”婚姻，在过去的几十年里变得很普遍。 表达方式是指两个人在不经过媒人或家庭安排的情况下相遇并坠入爱河的婚姻。 大多数情况下，新娘和新郎第一次见面是在朋友安排的相亲、集体约会、工作场所或大学期间。 韩国家庭比过去更容易接受这种婚姻。

#### 离婚再婚
再婚在韩国变得越来越普遍。 根据韩国时报报道的韩国政府统计数据，2004 年再婚人数上升了 16.1%，达到 44,355 人。自 1995 年以来，韩国老年人再婚的人数翻了一番。 韩国婚姻中介 Duo 于 2006 年首次开始宣传其再婚服务。
2012年离婚数达到114,707。 2021 年离婚人数达到 102,000 人，是每年离婚人数连续第二次下降。
离婚条件属于以下六种可能条件中的一种或多种：
1. 如果另一方有通奸行为；
2. 如果配偶一方恶意遗弃另一方；
3. 如果配偶一方严重虐待另一方配偶或其直系长辈；
4. 如果配偶一方的直系长辈对另一方配偶极度虐待；
5. 如果配偶另一方的生死不明三年； 和
6. 如果有其他严重的原因导致婚姻难以继续。